# Cantón de Châteauneuf-Costa Azul
El cantón de Châteauneuf-Costa Azul era una división administrativa francesa, que estaba situada en el departamento de Bocas del Ródano y la región de Provenza-Alpes-Costa Azul.

## Composición
El cantón estaba formado por seis comunas:
- Carry-le-Rouet
- Châteauneuf-les-Martigues
- Ensuès-la-Redonne
- Gignac-la-Nerthe
- Le Rove
- Sausset-les-Pins

## Supresión del cantón de Châteauneuf-Costa Azul
En aplicación del Decreto nº 2014-271 de 27 de febrero de 2014, el cantón de Châteauneuf-Costa Azul fue suprimido el 22 de marzo de 2015 y sus 6 comunas pasaron a formar parte del nuevo cantón de Marignane.